# Tradescantia plusiantha
Tradescantia plusiantha là một loài thực vật có hoa trong họ Commelinaceae. Loài này được Standl. miêu tả khoa học đầu tiên năm 1940.